# Sariosia-moskee
De Sariosia-moskee is een moskee in Doesjanbe, de hoofdstad van Tadzjikistan.
De moskee werd rond 1800 gebouwd voor de kleine bevolking van het dorp Sariosia, dat later één van de districten van de stad Doesjanbe werd. In 1923 werd deze moskee volledig gerepareerd, uitgebreid en in gebruik genomen. De oude muren van de moskee werden niet vernietigd maar gerepareerd. Er waren oude platanen en een vijver op de binnenplaats van de moskee van één verdieping. Later werd in het oostelijke deel van de moskee een gebouw van twee verdiepingen en een minaret voor de oproep tot gebed gebouwd. In 2010-2014 werd de moskee opnieuw gerenoveerd en werd er een gebouw van twee verdiepingen en een minaret op het erf gebouwd.